# Jan Otčenášek
Jan Otčenášek (19. listopadu 1924 Praha – 24. února 1979 Praha) byl český spisovatel a scenárista. Proslavily ho romány Občan Brych nebo Romeo, Julie a tma, stejně jako scénáře k filmu Lásky mezi kapkami deště nebo k seriálu Byl jednou jeden dům.

## Život
Narodil se do rodiny truhláře 19. listopadu 1924 v Praze na Žižkově. Vystudoval obchodní akademii a maturoval v roce 1943. Poté byl krátce totálně nasazen v továrně Avia Letňany. Koncem války se Otčenášek zapojil do ilegální komunistické odbojové skupiny Předvoj. Po 2. světové válce vstoupil do KSČ, začal studovat estetiku na Filozofické fakultě Univerzity Karlovy, ale z rodinných důvodů studia nedokončil. V letech 1947–1951 pracoval ve Spolku pro chemickou a hutní výrobu jako exportní úředník. Od roku 1952 působil v sekretariátě Svazu československých spisovatelů, později jako první tajemník. V roce 1953 se na krátký čas stal redaktorem Československého rozhlasu, ale brzy se vrátil k práci na svazu spisovatelů. V roce 1960 se rozhodl pro svobodné povolání jako spisovatel a roku 1973 začal pracovat jako dramaturg Filmového studia Barrandov.
Dvě desetiletí žil s herečkou Libuší Švormovou. Jeho syn Jan Otčenášek se stal televizním scenáristou (pod pseudonymem Petr Zikmund), napsal seriály jako Hotel Herbich nebo Nemocnice na kraji města po dvaceti letech.
Zemřel na rakovinu plic 24. února 1979 v Praze.

## Dílo
Publikoval v Literárních novinách, Hostu do domu, Květech, Plamenu, Rudém právu aj. Je autorem řady filmových a televizních scénářů (např. Byl jednou jeden dům), povídek (Jak Zdenek o kalhotky přišel) aj.

### Budovatelská tematika
- Plným krokem (1952) – budovatelský román
- Občan Brych (1955) – úspěšný pokus o politický román z únorového převratu v roce 1948. Tématem je osobní rozhodování váhajícího intelektuála, zda přijmout nebo odmítnout poúnorovou situaci. Obsah: prostý mladík se snaží držet krok s bohatými vrstevníky – nechá se přemluvit, aby po válce přešel na západ – čekají na toho, kdo je má v lese převést přes hranice – odhalují se charaktery – mladík si uvědomuje, že není představitelem buržoazie a že se chce vrátit – miluje svou zem.
- Kulhavý Orpheus (1964) – román, ve kterém Otčenášek ukazuje snahu mládeže aktivně se podílet na odbojové činnosti, jejich odhodlání nestát stranou v těžkých dobách okupace. Zde autor vycházel z vlastních zážitků při totálním nasazení.
- Pokušení Katarina (1984) – nedokončená románová skladba, která řeší stejné téma jako Občan Brych, ale na problém nazírá složitěji, překonává zjednodušené východisko Občana Brycha, kriticky se vyrovnává s totalitním režimem.

### Milostné
- Romeo, Julie a tma (1958) – novela o tragickém příběhu studenta Pavla a židovské dívky Ester v období heydrichiády.
- Mladík z povolání (1968) – novela s erotickým podtextem
- Když v ráji pršelo (1972) – román, který je vystavěn na citovém vztahu mladé intelektuálské dvojice, jehož pevnost je prověřována v primitivních životních podmínkách na šumavské samotě.
- Víkend uprostřed týdne (1975) – milostná divadelní hra.

### Pro děti
- Kluci z Ořeší (1954)

### Scénáře
- Občan Brych (1955) – film o váhajícím intelektuálovi, který se politicky neztotožňuje se socialistickou revolucí ani se západní kulturou. Při pokusu o přechod hranic si své postoje vyjasní a vrátí se z vlastenectví do reality socialismu.
- Romeo, Julie a tma (1959)
- Jarní povětří (film) (1961) motivy z románu Občan Brych – scénář spolu s Ladislavem Helgem
- Romeo a Julie na konci listopadu (1971)
- Svatba bez prstýnků podle Kulhavého Orfea (1972)
- Milenci v roce jedna
- V každém pokoji žena
- Byl jednou jeden dům (1974) – pětidílný seriál, scénář spolu s Oldřichem Daňkem
- Dnes v jednom domě (1978) – devítidílný seriál, scénář spolu s Oldřichem Daňkem
- Lásky mezi kapkami deště (1979) – film o 30. letech, autobiografické prvky
- Kvadratura ženy (epizoda seriálu Třicet případů majora Zemana)